# Eclipse (Lura)
Eclipse è il quinto album di Lura, il quarto per l'etichetta Lusafrica. Il disco è stato pubblicato nella sua edizione italiana da Microcosmo Dischi il 7 aprile 2009, ed è stato registrato tra Lisbona, Parigi, New York, Praia e Napoli.

## Tracce
1. Libramor – 4:25 (M. Lucio)
2. Um Dia – 4:25 (T. Vieira)
3. Tabanka – 4:22 (O. Pantera)
4. Eclipse – 5:36 (B. Leza)
5. Marinhero – 3:54 (M. Lucio)
6. Maria – 3:50 (testo: Lura – musica: Lura, E. Figueiredo)
7. Terra'l – 4:39 (M. Montrond)
8. Quebrod Nem Djosa – 4:02 (V. Ferreira)
9. Na Nha Rubera – 4:27 (A. Cabral)
10. Orfelino – 4:26 (R. Cabral)
11. Sukundida – 3:49 (O. Pantera)
12. Mascadjon – 4:12 (A.G. Monteiro)
13. Queima Roupa – 3:27 (M. Lucio)
14. Canta Um Tango – 5:49 (testo: T. Chantre – musica: G. Pedicini) – (featuring Kantango)

## Singoli
1. Quebrod Nem Djosa

## Musicisti
- Lura - voce
- Toy Vieira - pianoforte, armonica a bocca, pianoforte elettrico, ferrinho, chitarra a 12 corde, cavaquinho, chitarra acustica
- Joao Pina "Kako" Alves, Vaiss - chitarra acustica
- Russo Figuereido - basso
- Cau Paris - batteria, percussioni
- Paulino Baptista "Jair" Nunes de Pina, Ademiro José "Miroca" Miranda - percussioni
- Mario Marta, Kaxuxa, Vania Oliveira - cori

### Altri musicisti
- Jorge "Tambor" Pimpas, Frutuoso Nunes "Buzios" de Pina, Moustapha Cissé, Juca Monteiro - percussioni
- Pedro Castro - chitarra portoghese
- Kim Le Och Mach, Guillaume Singer, Armand Priftuli - violino
- Briscard, Hervé Brault, Nelson Costa - chitarra elettrica
- Guy N'Sangue, Thierry Fanfan - basso
- Regis Gizavo, Sasà Piedepalumbo - fisarmonica
- Francois Perchat - violoncello
- Mucio Sa - chitarra acustica
- Antonio Fresa - pianoforte
- Luigi Scialdone - chitarra
- Giacomo Pedicini - contrabbasso - programmatore
- Aida Khann, Zamati Olyza, Debora Assuncao, Telma Vieira, Djamila Roque, Beatriz Roque, Sandra Fidalgo, Patricia Silveira - cori